# 高倉永重
高倉 永重 （たかくら ながしげ）は、江戸時代初期の公家。権大納言・高倉永敦の次男。官位は従四位下・兵部大輔。高倉家13代。

## 経歴
権大納言・高倉永敦の次男として誕生。早世した同母兄・永俊の養子となり、家督を継ぐ。
寛文2年（1662年）侍従、寛文5年（1665年）兵部大輔、寛文9年（1669年）従四位下に昇進する。享保9年（1724年）卒去。享年72。戒名は涼心院一誉紅輪常筠。
同母弟の永福が家督を継いだ。

## 官歴
『系図纂要』による
- 寛文2年（1662年） 12月22日：侍従
- 寛文5年（1665年） 某日：兵部大輔
- 寛文9年（1669年） 12月24日：従四位下
- 享保9年（1724年） 9月2日：卒去（享年72[2]）

## 系譜
『系図纂要』による
- 父：高倉永敦
- 母：持明院基定の娘
- 養父：高倉永俊 - 同母兄
- 妻：家女房[3]
  - 男子：高倉永房[3]（1688-1755） - 永福の養子
- 生母不明の子女
  - 男子：堤晴長 - 堤為量の養子
  - 女子：園基香室
- 養子：高倉永福（1657-1725） - 同母弟